# Bad Light District
Bad Light District – polski zespół muzyczny założony w styczniu 2007 w Krakowie początkowo jako solowy projekt Michała Smolickiego, perkusisty krakowskiej grupy New York Crasnals. W maju 2009 roku nakładem Ampersand Records ukazuał się debiutancki album Simplifications, skomponowany oraz nagrany w całości przez Michała Smolickiego, przy gościnnym udziałem kolegów z macierzystego zespołu. Piosenki z płyty trafiły na playlisty ogólnopolskich stacji radiowych – a singlowy Street of Frozen Phantoms trafił na Listę Przebojów Programu Trzeciego, w którym to album stał się także płytą tygodnia. Simplifications zebrał także znakomite recenzje w ogólnopolskiej prasie muzycznej (m.in. „Machina”, „Pulp”, „Teraz Rock”). Na początku 2010 roku sformował się nowy skład koncertowy BLD z Jackiem Dąbrowskim na gitarze, Łukaszem Lembasem na gitarze basowej i Maciejem Pietrzykiem na perkusji. We wrześniu 2012 roku zespół wydał swój drugi album Nothing Serious, wyprodukowany przez Michała Kupicza. Rok 2014 to kolejne poszerzenie składu (Maciej Kozłowski), oraz nagranie i wydanie trzeciego albumu grupy - Science Of Dreams.

## Skład
- Michał Smolicki – gitara, wokal, sample
- Jacek Dąbrowski – gitara
- Maciej Kozłowski – gitara
- Łukasz Lembas – gitara basowa
- Maciej Pietrzyk – perkusja

## Dyskografia
- Simplifications (LP, Ampersand Records, 2009)
- Nothing Serious (LP, Radiofonia, 2012)
- Science Of Dreams (LP, Music Is The Weapon, 2014)
- Lucky Blood Moon (LP, Invisible Snake Records, 2019)